# フォーラーネグレリア
フォーラーネグレリア（学名: Naegleria fowleri）は、ヘテロロボサに属する自由生活性のアメーバであり、通常25–35℃ほどの温水環境で見つかる。他のアメーバ類とは異なり、生活環の中に鞭毛型を持つのが特徴。ネグレリア・フォーレリとも。
人間に対して病原性を示し、原発性アメーバ性髄膜脳炎 (primary amoebic meningoencephalitis, PAM) を起こすことがある。これは中枢神経系が冒されることで、始めは嗅覚認知（匂いや味）の変化が起こり、続いて吐き気、嘔吐、発熱、頭痛などを示し、急速に昏睡して死に至るものである。このため殺人アメーバや脳食いアメーバと呼ばれる事もある。
1965年にオーストラリアの Malcolm Fowler と R.F.Carter により報告され、Fowler にちなんで命名された。

## 病態
フォーラーネグレリアは、湖や温泉など温かい淡水の環境で繁殖する。通常、PAMは免疫抑制の前歴のない健康な子供や若者のうち、フォーラーネグレリアが生息する淡水を浴び、それが鼻に入った者が発症する。
N. fowleri は嗅粘膜や鼻孔組織を貫通し、嗅球の著しい壊死とそれに伴う出血が起きる。アメーバはそこから神経繊維をたどって頭蓋底を通り抜け、脳に達する。アムホテリシンBは N. fowleri に対して現在のところ最も効果がある薬物療法であるが、PAMを発症している場合の予後は深刻で、臨床ではこれまで8例の生存例があるのみである。アムホテリシンBは実験レベルでは N. fowleri を壊滅させ、合成リファンピシン製剤に加えて望ましい選択肢である。より攻撃的な抗体血清に基づく処置が検討されており、ゆくゆくは広域抗生物質よりも効果的だと示されるかもしれない。しかし現時点では生前に診断された例が少ないため、時機を逃さぬ診断こそが治療成功への極めて大きな課題として残っている。他の治療法としてミルテホシンを使った治療法もある。
N. fowleri は、さまざまな種類の液体無菌培地や細菌を塗った無栄養寒天培地で生育可能である。水からの検出は、水試料に大腸菌を加えて遠心分離し、その沈殿を無栄養寒天培地に加えて行う。数日後に寒天培地を検鏡し、ネグレリアのシストを形態的に同定する。種同定の最終確認はさまざまな分子生物学・生化学的手法で行える。
日本では、1996年11月に佐賀県鳥栖市で25歳女性が発症（7日目に意識混濁、9日目に死亡）したのが、2019年までに唯一の感染例である。感染経路は不明で、患者の過去１ヶ月をさかのぼってみても「海外渡航歴や野外や温水プールでの水浴、温泉入浴、24時間風呂使用等の感染機会に関わる事実は聴取できなかった」とのこと。死亡後の病理解剖では、脳が「半球の形状を保てない程軟化していた」という。
日本国内の温泉施設などの水質調査で検出されることはほとんどないが、近縁種のNaegleria lovaniensisなどは多く発見され、日本国内にもフォーラーネグレリアの生息に適した温水環境は存在する。しかし近年、レジオネラ菌対策のため残留塩素濃度を高く保つよう厳しく管理するようになり、循環式の温浴施設から近縁のアメーバが検出される割合が減少している。逆に源泉かけ流しの浴槽や浴槽周辺のバイオフィルムからアメーバが多く検出されるようになっている。
アメーバはバイオフィルムの中で増殖するため、微生物を活用して川や湖沼などの水質を改善する際にアメーバも増殖することがある
。

アメリカ合衆国では1962年から2015年8月までに134の感染例があり、内生存者は3人である。 感染例としては、2011年にルイジアナ州で男子大学生と50代女性が相次いで感染・死亡した。両者の家で得られるあらゆる水を徹底的に検査した結果、男子大学生の家では温水器など、50代女性の家では浴槽の排水溝などからアメーバを検出した。また、2人とも蓄膿症であり、それに伴う鼻づまりを改善するために「鼻洗浄器」を使用していたことが判明した。また、2人とも鼻洗浄器には蒸留水か殺菌処理された水を使用しなければならないのに水道水を使用していたうえ、鼻洗浄器の手入れも不十分なまま繰り返し使っていたことも判明した。これらのことから、保健所は「それぞれの家の温水器・浴槽内で増殖したアメーバが空中を漂い（あるいは、温水器→水道水→鼻洗浄器の経路）、手入れが不十分な鼻洗浄器内でも増殖して、それを使って鼻を洗浄した際に鼻腔からアメーバに感染したもの」と断定した。それと合わせ、「不適切な鼻洗浄器の使用は危険」という警告を発した。なお、これ以降は鼻洗浄器からの感染は報告されていないため、この感染例はかなり特殊なものであったと言える。
テキサス州では1983年から2010年までの間に28人が感染して死亡している。2020年9月27日、6歳の少年が感染、死亡したことを受け、テキサス州知事グレッグ・アボット(Greg Abbott)はブラゾリア郡に災害宣言を出した。

## 近縁種
Naegleria lovaniensis は、N. fowleri と形態学的にも生態学的にも区別できないが、病原性を持たない。

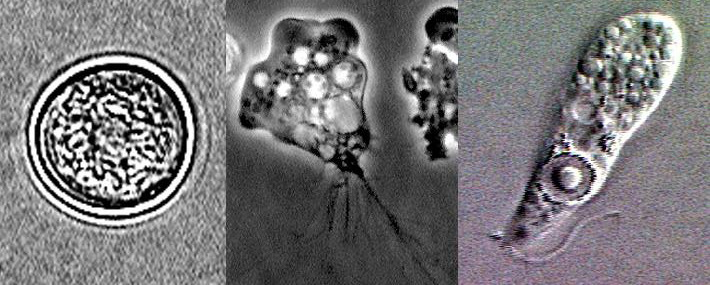
フォーラーネグレリアの生活環
_{左から嚢胞・鞭毛虫・栄養体}

これらに Naegleria johanseni と Naegleria martinezi を加えた4種が、ネグレリア属内のサブグループ cluster 1 に属す。